# Rachel Chalkowski
Rachel Chalkowski (em hebraico:  רחל שלקובסקי; nascida em 1939) é uma parteira israelense. Amplamente conhecida como Bambi, ela é uma judia do Haredi e casada com o Rabino Moshe Chalkowski, diretor fundador da Faculdade para Mulheres Neve Yerushalayim. Ela trabalhou por mais de 43 anos como parteira no Centro Médico Shaare Zedek em Jerusalém e criou uma fundação de caridade para ajudar famílias pobres Haredi.

## Biografia
Ela nasceu Rachel Bamberger em Paris em 1939, e tinha uma irmã e um irmão, este último nascido depois que seu pai foi feito prisioneiro pelo governo aliado nazista em 1944; o pai dela foi deportado para a morte no campo de concentração de Auschwitz.
Sempre determinada a se tornar uma enfermeira, ela emigrou para Israel aos 15 anos para viver com parentes em Haifa e frequentou o colégio Bais Yaakov antes de se matricular como estudante de enfermagem no Shaare Zedek Medical Center em Jerusalém. Depois de completar seu treinamento de enfermeira, ela fez um curso de obstetrícia e embarcou em sua carreira para toda a vida.
Ela trabalhou no Shaare Zedek Medical Center por 43 anos, tornando-se parteira-chefe e dando à luz a mais de 35.000 bebês. Depois de se aposentar de seu posto de tempo integral na Shaare Zedek, ela continuou a trabalhar lá duas noites por semana. Ela afirma que: “Ser parteira é a carreira mais bela do mundo”.
Devido ao seu trabalho, Chalkowski e a educadora Haredi Adina Bar-Shalom foram apresentadas no documentário Haredim: The Rabbi's Daughter and the Midwife, lançado em 2009.

## Vida pessoal
Ela é casada com o rabino Moshe Chalkowski, diretor fundador da Faculdade para Mulheres Neve Yerushalayim. O casal tem uma filha adotiva, Michal, e dois netos.
Observando a pobreza de muitas novas mães Haredi, que geralmente têm famílias numerosas e necessitam ajuda para sustentá-las, Chalkowski criou uma fundação em 1973 chamada Matan B'Seter Bambi, nomeada com o apelido que Chalkowski recebeu durante seus dias como estudante de enfermagem, quando foi necessário dar apelidos a vários alunos, todos chamados Rachel.
A fundação tem um orçamento anual de cerca de US$ 1 milhão, tem 35 filiais na América do Norte e na Europa e é coordenada por voluntários em Nova York. Ela apoia mais de 400 famílias carentes por mês.